# Emil Paur
 (juillet 2025).
Si vous disposez d'ouvrages ou d'articles de référence ou si vous connaissez des sites web de qualité traitant du thème abordé ici, merci de compléter l'article en donnant les références utiles à sa vérifiabilité et en les liant à la section « Notes et références ».
Emil Paur  est un chef d'orchestre autrichien, né à Czernowitz (Empire d'Autriche) le 29 août 1855 et mort à Místek (Tchécoslovaquie, aujourd'hui en République tchèque) le 7 juin 1932.

## Biographie
Emil Paur naît le 29 août 1855 à Czernowitz (Empire d'Autriche). Après un passage à Vienne, il devient chef d'orchestre à Cassel, Königsberg et Leipzig. Il émigre aux États-Unis et dirige les prestigieux orchestres de Boston, New York et Pittsburgh, avant son retour en Europe à l'Opéra de Berlin.
Grand chef d'orchestre, il a défendu les ouvrages de Johannes Brahms alors peu considéré.